# Anderson County (Kansas)
Anderson County je okres ve státě Kansas v USA. K roku 2010 zde žilo 8 102 obyvatel. Správním městem okresu je Garnett. Celková rozloha okresu činí 1 513 km².

## Sousední okresy
| Růžice kompasu | Coffey County  | Franklin County          | Miami County   | Růžice kompasu |
| Růžice kompasu | Coffey County  | Sever                    | Linn County    | Růžice kompasu |
| Růžice kompasu | Coffey County  | Anderson County (Kansas) | Linn County    | Růžice kompasu |
| Růžice kompasu | Coffey County  | Jih                      | Linn County    | Růžice kompasu |
| Růžice kompasu | Woodson County | Allen County             | Bourbon County | Růžice kompasu |